# Grado di libertà (cogenerazione)
In un impianto di cogenerazione, i gradi di libertà indicano il rapporto che sussiste tra le potenze meccanica e termica generate.

## Gradi di libertà
Gli impianti di cogenerazione possono essere a:
- zero gradi di libertà - l'impianto opera con un solo valore fisso di carico termico ed elettrico.
- un grado di libertà - è possibile variare i carichi e ad un valore di potenza elettrica corrisponde un solo valore di potenza termica (cioè il rapporto tra potenza elettrica e termica è costante).
- due gradi di libertà - è possibile variare i carichi e ad un valore di potenza elettrica corrisponde un intervallo di possibili valori di energia termica.

## Gradi di libertà negli impianti[3][4]
Impianti a un grado di libertà:
- Ciclo Diesel
- Ciclo Otto
- Turbina a vapore a contropressione

Impianti a due gradi di libertà:
- Turbina a gas
- Turbina a vapore
- Ciclo combinato